# Đại sứ quán Nga tại La Habana

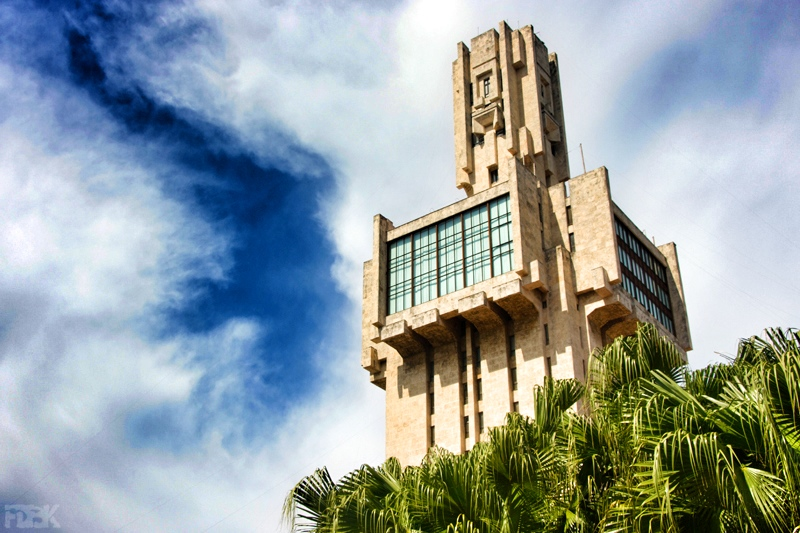
Đại sứ quán Nga tại La Habana

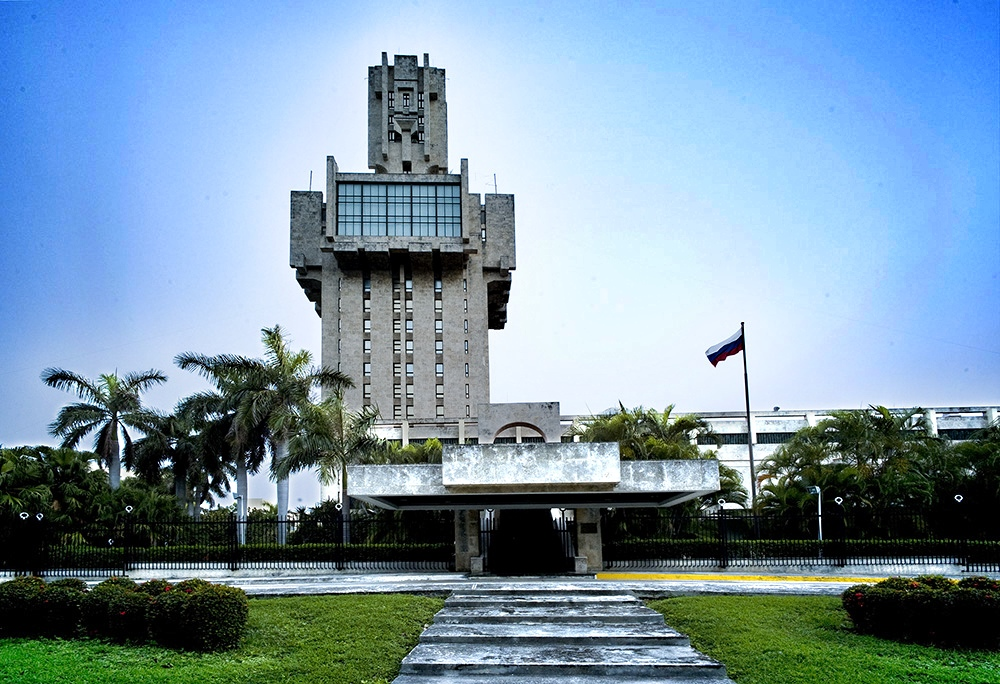
Đại sứ quán Nga tại La Habana

Đại sứ quán Nga tại La Habana là trụ sở của phái bộ ngoại giao Liên bang Nga tại Cộng hòa Cuba. Tòa nhà này nổi tiếng với kiến trúc theo chủ nghĩa kiến tạo tại quận Miramar của thành phố, do kiến trúc sư Aleksandr Rochegov xây dựng. Một số người ví nó như một thanh kiếm, những người khác ví nó như một ống tiêm.

## Lịch sử
Đại sứ quán này tọa lạc tại số 6402 Quinta Avenida (Đại lộ số 5, đại lộ danh giá của Miramar), giữa Calles 62 và 66, trên một khu đất rộng khoảng 4 hécta (9,9 mẫu Anh). Việc xây dựng bắt đầu vào tháng 12 năm 1978 và hoàn thành vào tháng 11 năm 1987. Đại sứ quán mở cửa với tư cách là Đại sứ quán Liên Xô, trong thời đại mà ảnh hưởng của Liên Xô ở Cuba rất lớn, và chuyển sang vị thế là Đại sứ quán Nga sau khi Liên Xô sụp đổ vào năm 1991.
Vào thập niên 1980, đại sứ quán này được mọi người gọi đùa là "tháp kiểm soát", một cách chơi chữ ám chỉ đến cả sự giống nhau của tòa nhà với một tòa tháp kiểm soát không lưu và vị thế thống trị của Liên Xô trong mối quan hệ song phương.

## Đại sứ các đời
- 25 tháng 12 năm 1991 – 6 tháng 5 năm 2000: Arnold Kalinin
- 27 tháng 6 năm 2000 – 14 tháng 4 năm 2008: Andrey Dmitriev
- 14 tháng 4 năm 2008 – 18 tháng 6 năm 2018: Mikhail Kamynin
- 18 tháng 6 năm 2018 – 10 tháng 2 năm 2023: Andrey Guskov
- 10 tháng 2 năm 2023 – hiện tại: Viktor Koronelli